# (4973) Showa
(4973) Showa est un astéroïde de la ceinture principale.

## Description
(4973) Showa est un astéroïde de la ceinture principale. Il fut découvert le 18 mars 1990 à Kitami par Kin Endate et Kazuro Watanabe. Il présente une orbite caractérisée par un demi-grand axe de 3,43 UA, une excentricité de 0,08 et une inclinaison de 18,9° par rapport à l'écliptique.

## Compléments